# ロッテウェルフード
ロッテウェルフード株式会社（朝: 롯데웰푸드 주식회사、英: Lotte Wellfood Co., Ltd.）は、韓国ソウル特別市に本社を置くロッテグループの製菓会社である。1967年に設立された。現在、世界第3位のチューインガムメーカーであり、カザフスタン、パキスタン、ベルギー、インド、ロシア、ミャンマー、中国に工場がある。

## 歴史

### 1940年代、風船ガムから始まった歴史
ロッテは後年、韓国最大の企業の一つと見なされるまでに成長したが、実際の起源は第二次世界大戦後の日本にまでさかのぼる。
戦時中、韓国出身の辛格浩（シン・キョクホ）は、1941年に東京の早稲田実業学校に留学するため、19歳で来日。シンは卒業後も日本に残り、重光武雄の日本名（通名）を名乗った。 
1946年、シンは起業を決心し、ひかり特殊化学研究所を立ち上げた。戦争で残った化学薬品の余剰在庫から石鹸と化粧品を製造、規模こそ小さかったが、シンに最初の成功をもたらした。そしてシンは、1年以内にチューインガムの生産に専念する新しい会社を立ち上げるのに十分な資金を蓄積した。
戦後、アメリカ兵によって導入されたチューインガムは、アメリカのあらゆるものを受け入れようとする日本の消費者の間で急速に人気を博した。 
シンは1947年にガム製造に乗り出し、1948年には10人を新たに雇い、ロッテを創業した。
シンは愛読していたゲーテの若きウェルテルの悩みの主人公・シャルロッテにちなみ、ロッテを社名に選んだ。
ロッテは天然のチクルを使用して、オレンジガム、ロッテガム、カウボーイガム、マーブルガム、人気の高い野球ガムなど、数多くのチューインガムブランドを立ち上げた。同社は強力な広告やスポンサー活動で製品販売をバックアップし、日本で最初にテレビ番組や、独自の野球チームや美人コンテストなどのイベントを後援した企業の1つになった。
1950年代半ば、ロッテは日本の南極研究遠征チームを後援し、この取り組みのトレーニングプログラム用のチューインガムを開発。その後、同社は1956年に、消費者市場向けにクールミントガムとして知られるガムを発売した。
クールミントガムはパッケージにペンギンを描いていること特徴としており、これは次の世紀に向けて国内で最も有名な消費者ロゴの1つになった。
ロッテのもう1つのスポンサー活動は、TBSテレビで放送されていたロッテ 歌のアルバムであった。歌のアルバムは、1970年代後半に実行されたポピュラー音楽中心の音楽番組であった。
シンは、キャンディー、クッキー、スナックケーキなどの生産への関心を拡大し、1960年代初頭までに、同社は日本の2大製菓グループである明治と森永製菓のライバルとしての地位を確立した。
同社の真のブレークスルーは、チョコレート市場に参入した1960年代に始まった。1964年、ガーナと呼ばれる最初のミルクチョコレートを発売し、スイススタイルのチョコレートを日本国民の味覚に適合させた。同社は大規模なテレビCMキャンペーンでガーナの立ち上げをサポートし、消費者の心にブランドをしっかりと位置づけた。ガーナの発売により、ロッテは20世紀末までに日本一のチョコレートメーカーとして浮上する道が開かれた。
ロッテは、民族性が常に国民的アイデンティティの重要な部分であった日本で成功裏にその地位を確立したが、創業者のシンは韓国のルーツを放棄してはいなかった。
ロッテは早くも1958年に韓国に進出し、韓国市場向けにチューインガムや菓子、インスタントラーメン（後の農心）を製造する工場を開設した。しかし、1965年の日韓外交関係の正常化は、同社に新たな機会をもたらした。ロッテは本格的に韓国に進出することを決意し、1967年に韓国法人としてのロッテ製菓株式会社を設立した。

### 韓国に本格進出した1960年代
しかし、シンが韓国政府とのトラブルに見舞われ、それでも軍事独裁政権下にあることに気付くまで、そう長くはかからなかった。その後、韓国政府は北朝鮮との冷戦の一環として軍事力を強化する過程にあり、独自の軍需産業の確立を目指して、シンにこの努力に貢献するよう要請し、軍需産業にも参入するよう促した。
それでもシンは、軍需産業への参入が同社の菓子販売にもたらす否定的な影響を念頭に置いて、政府の要請を拒否したが、ロッテ製菓に一連の困難をもたらす結果となり、当時の朴正煕大統領の直接介入によって最終的に解決された。シンは軍需産業に投資することに同意するのではなく、ロッテグループの経営の中心を韓国に移すことに同意した。ロッテ製菓は今や韓国においてもロッテグループの中核企業となったにもかかわらず、1990年代までは日本のロッテが最大の製菓事業であり、日本が最大の市場であり続けた 。

### 世界で成功を納めた新世紀
1990年代と2000年代、ロッテ製菓はさらなる成長のために国際市場に目を向けた。同社は1970年代後半に、韓国以外で最初の国際展開を行った。 1978年には米国に子会社を設立し、ミシガン州バトルクリークに工場を開設した。その後、グループの米国でのプレゼンスはシカゴに営業拠点を置くまでに拡大し、グループのチューインガムとクッキーの販売をサポートした。
1990年代、ロッテ製菓はより身近なアジア市場に目を向けた。1989年にタイに子会社を設立し、キャンディーや菓子の製造と販売を開始。 1993年、インドネシアに参入し、ジャカルタに子会社を設立。その後、中国本土市場向けの合弁会社を設立、1994年に北京に工場を置き、2005年に合弁を解消して単独事業に移行した。1995年にフィリピンに進出し、マニラに販売および流通子会社を設立。 1年後の1996年には、ベトナムのホーチミンでも生産および販売事業を開始した。
製品開発を継続することで新たな成功を収めたロッテは1996年、日本でチョコレートゼロを発売し、世界初のシュガーレスチョコレートであると主張した。翌1997年、ロッテは日本で初めてキシリトールベースのチューインガムを発売。キシリトールは他の甘味料とは異なり、噛んだときに酸を生成しなかったため、同社はチューインガムを虫歯対策製品として宣伝することができた。キシリトールベースの製品の開発に対する同社の関心は、甘味料としてキシリトールを含む飲料であるキシリトールファミリーボトルの発売を含め、2000年代まで続いた。 2005年、同社は歯磨き機能を持つチューインガム・ノータイムを発売した。
日本のロッテは2002年、牛肉の表示偽装問題を抱えた雪印乳業との合弁会社ロッテスノーを設立、日本での冷菓事業を拡大した。ロッテスノー社はロッテが80％を所有し、スノーブランドのアイスクリーム製品の生産を開始した。 
2005年、同社は中国での事業を拡大し、青島に本拠を置くJinhuShipinを買収。その動きは、世界規模で主要な製菓グループになるというグループの戦略の一部と見なされていた。
シンはロッテの経営に長く関わり、その後子供たちや他の家族も経営陣に加わった。シンは60年足らずで、ロッテを小さなチューインガム工場から世界トップクラスの菓子グループの1つに押し上げた 。
2017年10月12日、ロッテ製菓は持株会社制に移行するため会社分割を行い、ロッテ持株の設立を発表した。

## 製品
ロッテの製品の多くは、日本人や韓国人の移民がいる地域を中心に、世界各国の小売店で販売されている。

### 製菓
菓子のラインナップは、ガム、キャンディー、ビスケット、チョコレートなど、幅広く取り揃えている。
ジューシーフレッシュ、スペアミント、フレッシュミントのチューインガムとガーナチョコレートは40年以上にわたって長い間人気があり、特にキシリトールチューインガムは、虫歯のリスクを軽減する能力のおかげで発売以来絶大な人気を誇っている 。
ロッテ製菓は、韓国で最も有名なブランドの1つであるクランキーキャンディーバーとチックチョック（チョコレートチップクッキー）、マーガレットクッキーなど、他の焼き菓子も製造している。
ロッテ製菓は、コアラの形をした小さなクリーム入りのクッキーをユニークな六角形の箱に詰めたコアラのマーチや、ポッキーにインスパイアされた製品であるペペロでもよく知られている 。
ロッテ製菓は、中国で両社の製品の範囲を拡大するためにハーシーとの合弁会社を設立。
また、2008年には、チョコレートを製造するベルギーのギリアンを買収した。

### アイスクリーム
ロッテ製菓は、あらゆる好みに対応する人気のバー、コーン、カップ、鉛筆、バケツのアイスクリームを数多く提供することで、韓国のアイスクリーム市場で大きなシェアを占めている。最新のプレミアム天然成分ブランド「ナチュール」により、普遍的なフレーバーからより洗練されたプレミアムフレーバーまで、幅広い製品を提供している 。

### 健康補助食品
ロッテ製菓は2018年、ビタミン、ミネラル、顆粒、紅参抽出物、その他の動植物ベースの抽出物を含むさまざまなサプリメントを製造するため、健康補助食品ブランド「Health1」を立ち上げた 。